# Slunéčko dvojtečné
Slunéčko dvojtečné  (Coccinella bipunctata či Adalia bipunctata) je brouk z čeledi Coccinellidae, který měří 3,5 až 5,5 milimetrů.
Zbarvení těla i skvrny na křídlech jsou u tohoto druhu vysoce proměnlivé a tvoří je především kombinace červené a černé barvy.
Jeho potravu tvoří především mšice a červci. Výskyt druhu je hojný, lze jej nalézt jak v lesích, tak na zahradách. Imaga tráví zimu pod kůrou stromů či v obdobných úkrytech.
Slunéčko dvojtečné je jedním z národních symbolů Lotyšska.